# Can Serdar
Can Serdar (* 2. Februar 1996 in Essen) ist ein deutsch-türkischer Fußballspieler, der für Hamborn 07 in der Oberliga Niederrhein aufläuft.

## Karriere
Im Juli 2015 wechselte Serdar aus der U-19 von Borussia Mönchengladbach zu Fortuna Köln in die 3. Liga. Sein Debüt gab er am 25. Juli 2015, dem 1. Spieltag. Bei der 1:2-Niederlage gegen die Stuttgarter Kickers kam er in der 73. Spielminute für Kristoffer Andersen ins Spiel. Mit nur fünf Einsätzen konnte er sich bei der Fortuna nicht durchsetzen, sodass der Vertrag nicht um ein weiteres Jahr verlängert wurde.
Nach kurzer Vereinslosigkeit schloss sich Serdar dem Niederrhein-Oberligisten VfB Homberg an, für den er am 2. Oktober 2016 im Spiel gegen den KFC Uerdingen 05 sein Debüt gab. Zur Saison 2017/18 wechselte er zum Regionalligisten Rot-Weiß Oberhausen, den er nach einer Saison wieder verließ. Ab dem Sommer 2018 spielte er für ein Jahr für den Oberliga-Aufsteiger FSV Duisburg. Im Sommer 2019 gab Regionalliga-Aufsteiger VfB Homberg Serdars Rückkehr bekannt, im Dezember 2019 teilte der Verein mit, nicht weiter mit Serdar zu planen. Am 31. Januar 2020 gab Landesligist SV Genc Osman Duisburg die Verpflichtung von Serdar bekannt, fünf Monate später zog der Spieler weiter zum FSV Duisburg. Im November 2021 musste Serdar, der in der Oberliga-Spielzeit 2021/22 sechs Einsätze und ein Tor für den FSV Duisburg zu verzeichnen hatte, den Verein verlassen. Anfang Februar 2022 wurde bekannt, dass Serdar von den FSV-Verantwortlichen "begnadigt" worden ist und wieder zum Kader gehört.
Im Januar 2024, verließ er den FSV Duisburg, mit welchem er in der Saison zuvor in die Landesliga Niederrhein abgestiegen war. Bei Hamborn 07 in der Oberliga Niederrhein, unterschrieb er einen Vertrag bis Juni 2025.

## Nationalmannschaft
Am 13. November 2013 stand Serdar im Kader der U-18 von Deutschland unter der Leitung von Christian Ziege. Beim 1:0-Erfolg gegen die U-18 der Türkei blieb es jedoch bei der Kadernominierung und er kam nicht zum Einsatz. 

## Erfolge
- Niederrheinpokal-Sieger: 2018